# 土御門藤子
土御門 藤子（つちみかど ふじこ、1842年（天保13年）? - 1875年（明治8年）7月13日）は、江戸時代後期から幕末の公家の女性。大奥女中。和宮親子内親王付の上臈御年寄、乳母。和宮の授乳の乳母は田中藤（少進）であり、土御門藤子とは別人。土御門晴親の四女。ふぢ。別名・邦子、澄姫。大奥では桃の井と称した。

## 生涯
万延元年（1860年）、孝明天皇の皇妹和宮親子内親王の将軍徳川家茂への降嫁が決まると、和宮の乳母である土御門藤子は、和宮付きを命ぜられてともに江戸へ下った。
江戸城大奥では桃の井と称し、和宮の側近として、観行院、庭田嗣子、能登らと共に大いに貢献し、庭田らと共に和宮を批判する大奥老女たちと対立した。慶応元年（1865年）に観行院が死去すると、それまで以上に和宮に尽くした。庭田の死後は側近筆頭となるといわれているが、橋本麗子のほうが身分が上のため真偽不明。
明治元年（1868年）新政府軍が江戸への進軍を決定すると、和宮の使者として橋本実麗、橋本実梁父子に宛てた宮の直書と慶喜の嘆願書を持ち京に上がる。桑名の光徳寺にて橋本実梁に面会した後、京に上洛する。議定や参与に面会し、宮の直書を携え徳川家存続を嘆願するも、御所に宮の直書を出すことのないようにと諌められる。しかし、縁ある公卿や女官を頼りに奔走し、12日間の京での滞在の結果、ついに「慶喜が恭順の道に尽くすなら」と徳川家存続の内旨を得た。同年再び和宮の命で実梁と進軍の猶予を求めて交渉している。
明治2年（1869年）和宮が京都へ戻ると、それに従い実家へ戻った。
なお、墓は京都梅小路梅林寺にあり、「邦子」となっている。

## 登場作品
テレビドラマ
- 『篤姫』（2008年、NHK大河ドラマ、演：竹本聡子）
- 『大奥』（2023年、NHK、演：山村紅葉）

小説
- 植松三十里『女たちの江戸開城』（双葉社）
  - 改題『大奥開城　女たちの幕末 』（双葉文庫）
- 植松三十里『天璋院と和宮』（PHP文庫）

漫画
- よしながふみ『大奥』（白泉社）